# Linard-Malval
Linard-Malval is een gemeente in het Franse departement Creuse (regio Nouvelle-Aquitaine). De plaats maakt deel uit van het arrondissement Guéret. Linard-Malval is op 1 januari 2019 ontstaan door de fusie van de gemeenten Linard en Malval. Linard-Malval telde op 1 januari 2022 207 inwoners.

## Geografie
De oppervlakte van Linard-Malval bedraagt 16,63 km², de bevolkingsdichtheid is 13 inwoners per km² (per 1 januari 2019).
De onderstaande kaart toont de ligging van Linard-Malval met de belangrijkste infrastructuur en aangrenzende gemeenten.

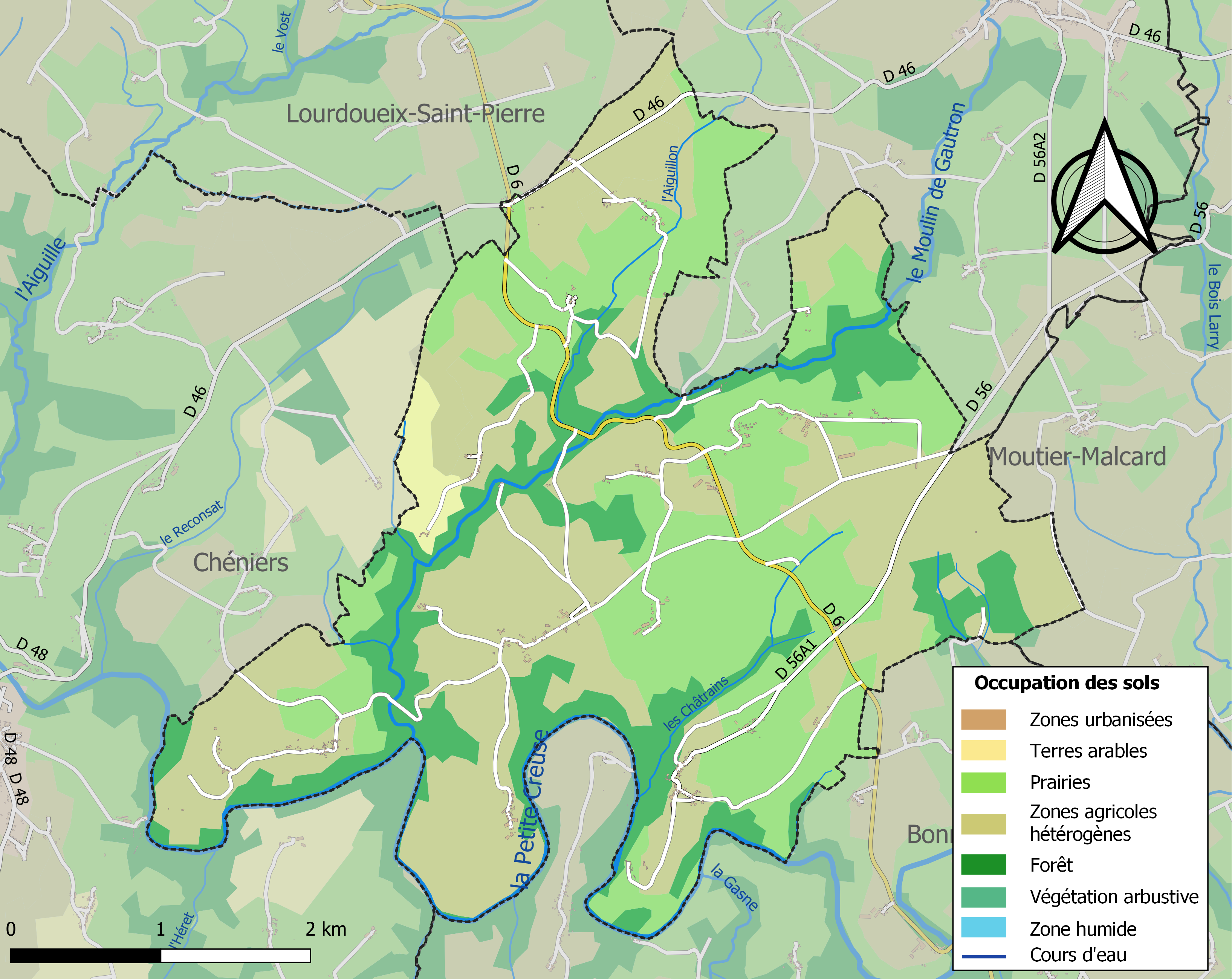